# Pristimantis croceoinguinis
Espèce
Synonymes
- Eleutherodactylus croceoinguinis Lynch, 1968

Statut de conservation UICN

 LC  : Préoccupation mineure
Pristimantis croceoinguinis est une espèce d'amphibiens de la famille des Craugastoridae.

## Répartition
Cette espèce se rencontre entre 200 et 400 m d'altitude dans le bassin amazonien :
- dans l'est de l'Équateur ;
- dans le département de Putumayo en Colombie.

Sa présence est incertaine au Brésil et au Pérou.

## Publication originale
- Lynch, 1968 : Two new frogs of the genus Eleutherodactylus from eastern Ecuador (Amphibia: Leptodactylidae). Journal of Herpetology, vol. 2, no 3/4, p. 129-135.